# شاوشلو مدياط
شاوشلو هي قرية من قرى بلدية ومنطقة مدياط ، محافظة ماردين ، تركيا . يبلغ عدد سكانها 2,836 نسمة (2022).  قبل إعادة التنظيم في عام 2013 القرية يسكنها اكراد من قبيلة كركوز المحلمية . 